# サッカータンザニア代表
サッカータンザニア代表(サッカータンザニアだいひょう、スワヒリ語: Tanzania timu ya soka ya taifa) はタンザニアサッカー連盟により編成されるタンザニアのサッカーのナショナルチームである。ホームスタジアムはダルエスサラームにあるベンジャミン・ムカパ・ナショナルスタジアム。

## FIFAワールドカップの成績
| 出場：0回   | 出場：0回                   | 出場：0回 | 出場：0回    | 出場：0回 |
| 開催国 / 年 | 結果                        |           | 開催国 / 年  | 結果      |
| ----------- | --------------------------- | --------- | ------------ | --------- |
| 1930        | FIFA未加盟により 参加できず | 1982      | 予選敗退     |           |
| 1934        | FIFA未加盟により 参加できず | 1986      | 予選敗退     |           |
| 1938        | FIFA未加盟により 参加できず | 1990      | 不参加       |           |
| 1950        | FIFA未加盟により 参加できず | 1994      | 予選中に棄権 |           |
| 1954        | FIFA未加盟により 参加できず | 1998      | 予選敗退     |           |
| 1958        | FIFA未加盟により 参加できず | 2002      | 予選敗退     |           |
| 1962        | FIFA未加盟により 参加できず | 2006      | 予選敗退     |           |
| 1966        | 不参加                      | 2010      | 予選敗退     |           |
| 1970        | 不参加                      | 2014      | 予選敗退     |           |
| 1974        | 予選敗退                    | 2018      | 2次予選敗退  |           |
| 1978        | 棄権                        | 2022      | 2次予選敗退  |           |

## アフリカネイションズカップの成績
| 1957 | CAF未加盟により 参加できず | 1982 | 棄権         | 2006 | 予選敗退           |
| 1959 | CAF未加盟により 参加できず | 1984 | 予選敗退     | 2008 | 予選敗退           |
| 1962 | CAF未加盟により 参加できず | 1986 | 予選中に棄権 | 2010 | 予選敗退           |
| 1963 | CAF未加盟により 参加できず | 1988 | 予選敗退     | 2012 | 予選敗退           |
| 1965 | 不参加                     | 1990 | 予選敗退     | 2013 | 予選敗退           |
| 1968 | 予選中に棄権               | 1992 | 予選敗退     | 2015 | 予選敗退           |
| 1970 | 予選敗退                   | 1994 | 予選中に棄権 | 2017 | 予選敗退           |
| 1972 | 予選敗退                   | 1996 | 予選敗退     | 2019 | グループリーグ敗退 |
| 1974 | 予選敗退                   | 1998 | 予選敗退     | 2021 | 予選敗退           |
| 1976 | 予選敗退                   | 2000 | 予選敗退     | 2023 | グループリーグ敗退 |
| 1978 | 予選敗退                   | 2002 | 予選敗退     | 2025 |                    |
| 1980 | グループリーグ敗退         | 2004 | 予選中に棄権 |      |                    |

## 歴代監督
- バート・トラウトマン 1975
- ジェフ・ハドソン（英語版） 1977-1979
- スラヴォミール・ウォルク 1979-1980
- マハメッド・ムソマリ 1980-1981
- ルディ・グーテンドルフ 1981
- ジョセフ・ベンデラ 1987
- ポール・ウェスト 1992
- サンデイ・カムニ 1993
- クロヴィス・デ・オリヴェイラ 1993
- バドル・ハーフィズ（英語版） 1998
- サイラーセイド・ムジライ 1998
- ブルクハルト・パペ（英語版） 2000-2002
- ジェームズ・シアンガ（英語版） 2002
- ムシンド・ムソラ（英語版） 2002-2003
- バドル・ハーフィズ（英語版） 2003-2006
- ジュリオ・セザール・レアル・ジュニオール 2006
- マルシオ・マシモ（英語版） 2006-2010
- ヤン・ベルゲ・ポールセン（英語版） 2010-12
- キム・ポールセン（英語版） 2012-14
- サルム・マダディ 2014
- マート・ノーイ（英語版） 2014-15
- チャールズ・ボニフェイス・マクワサ（英語版） 2015-2017
- サルム・マヤンガ（英語版） 2017-2018
- エマニュエル・アムニケ 2018-2019
- エティエンヌ・ンダイラギエ（英語版） 2019-2021
- キム・ポールセン（英語版） 2021-

## 歴代選手

### MF
- アブディ・カシム（英語版） ( ドンタム・ロンアンFC)

### FW
- ムリショ・ンガッサ（英語版） ( ヤング・アフリカンズFC（英語版）)
- ムブワナ・サマッタ ( フェネルバフチェSK)